# 克莱尔马赖
克莱尔马赖（法語：Clairmarais，法語發音：[klɛʁmaʁɛ]）是法国上法蘭西大區加来海峡省的一个市镇，属于圣奥梅尔区。

## 地理
克莱尔马赖（50°46'10"N, 2°18'13"E）面积18.02 平方千米，位于法国上法蘭西大區加来海峡省，该省份为法国北部沿海省份，西北濒北海，南至索姆省，东临北部省。
与克莱尔马赖接壤的市镇（或旧市镇、城区）包括：诺尔佩讷、圣奥梅尔、巴万科沃、尼约尔莱、勒内斯屈尔、聚伊佩讷、阿尔克。
克莱尔马赖的时区为UTC+01:00、UTC+02:00（夏令时）。

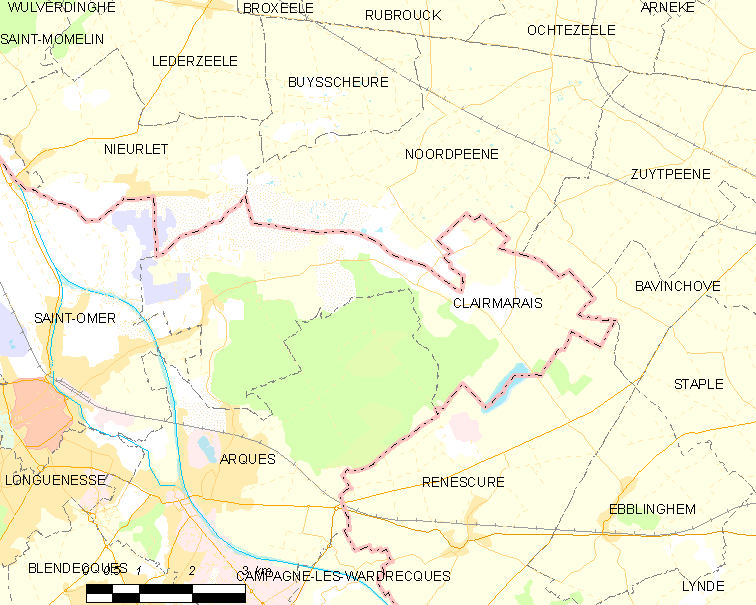
克莱尔马赖的OSM定位图

## 行政
克莱尔马赖的邮政编码为62500，INSEE市镇编码为62225。

## 政治
克莱尔马赖所属的省级选区为圣奥梅尔县。

## 人口

1962-2008年间克莱尔马赖人口变化图示

克莱尔马赖于2022年1月1日时的人口数量为579人。